# Antoine de Pluvinel

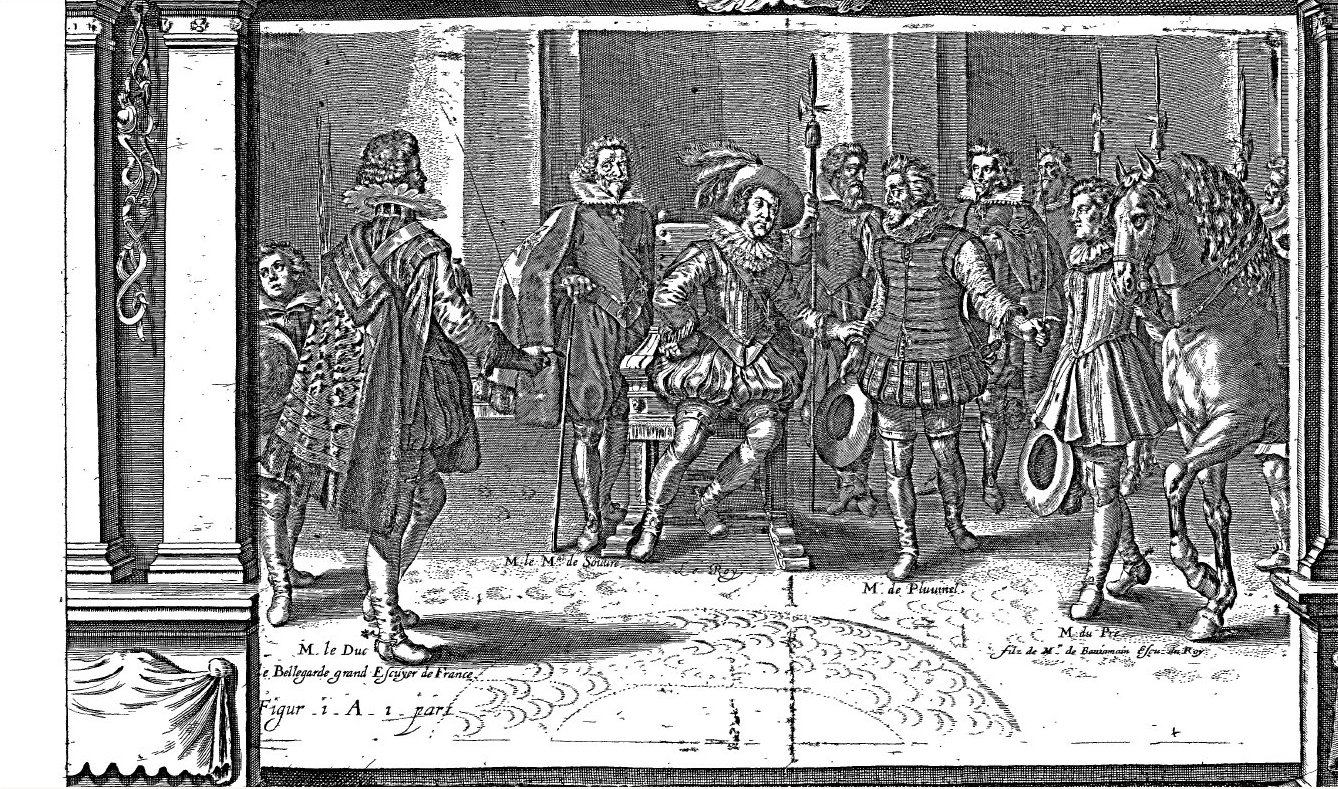
Pluvinel bei einer Unterrichtsstunde mit Ludwig XIII

Antoine de la Baume Pluvinel (* 1555; † 1620) war ein französischer Reitpädagoge. Er war auch Reitlehrer von Ludwig XIII.

## Pluvinels Methode
Pluvinel war einer der wichtigsten Vertreter der gewaltfreien Lehrmethode in der Reiterei. Obwohl er Schüler von Giovanni Pignatelli (neapolitanische Reitschule) war, der mit extrem scharfen Kandaren arbeitete, und zu seiner Zeit die italienische Schule in der Reitkunst mit ihrer Gewaltmethode (siehe Salomon de la Broue) tonangebend war, war Pluvinel der Ansicht, dass das Pferd durch Verständnis für seinen Charakter, Lob und Geduld auch ohne Gewalt zur Mitarbeit gebracht werden könne. Diese gewaltfreie Methode sollte zur Leistungsfähigkeit des Pferdes beitragen und sein Leben verlängern. Diese Einstellung zeigt sich deutlich in den folgenden zwei Zitaten aus seinem Buch Le Manège Royal (postum 1623 erschienen):

„Das Pferd muss selber Freude an der Reitbahn haben, sonst wird dem Reiter nichts mit Anmut gelingen.“

„Wir sollten besorgt sein, das Pferd nicht zu verdrießen und seine natürliche Anmut zu erhalten, sie gleicht dem Blütenduft der Früchte, der niemals wiederkehrt, wenn er einmal verflogen ist.“

Pluvinel vertrat die Ansicht, dass alle Reitfiguren nur ein Herausarbeiten der natürlichen Bewegungen des Pferdes seien, die durch die Reiterei ausdrucksvoller gestaltet werden sollten. Er beschäftigte sich sehr mit der Ausbildung des Pferdes an der Hand und erfand als Hilfsmittel hierzu die Pilaren.

## Werke
- L'instruction du roy en l'exercice de monter à cheval. Olms, Hildesheim 1972, ISBN 3-487-08005-2 (Repr. d. Ausg. Frankfurt/M. 1670)
- Manège royal. Die königliche Reitschule. Allen, London 1970 (Repr.d. Ausg. Braunschweig 1626)